# Henri Cassiers

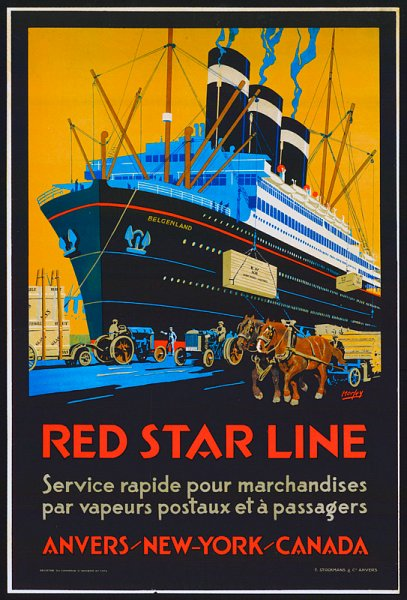
Cartell del Red Star Line

Henri Cassiers (Anvers, 11 d'agost de 1858 - Ixelles, 1944) va ser un artista flamenc, més conegut pel seu les seves il·lustracions, cartells, murals i pòsters, sovint amb un toc marítim.

## Biografia
Cassiers es va formar com a arquitecte i va rebre la seva formació artística a les acadèmies de Brussel·les i Sint-Joost-ten-Node. Aviat va desenvolupar el seu propi estil, centrant-se en les escenes marítimes i vistes al pobles, tant a Flandes (per exemple, a Genk) i als Països Baixos. Es va sentir atret particularment pels vestits holandesos nacionals.
El va il·lustrar entre 1886-1893 moltes revistes populars com The Patriot Vlaamsche, Le Globe Illustré, L'Illustration Européenne. A més les seves il·lustracions van aparèixer en diversos dels seus llibres, incloent Camille Mauclair, Cyriel Buysse i Jean d'Ardenne.
L'estil de Cassiers es prestava perfectament per a fins publicitaris i especialment per a llocs turístics i empreses de transport. Es va fer conegut pel seu treball per a la Red Star Line. A partir de 1898 va fer d'aquesta línia molts pòsters, postals, menús i altres materials de promoció. Ell fera també un membre del grup d'artistes belgues conegut amb el nom de Les Hydrophiles.Al Museu Nacional d'Art de Catalunya es conserven obres seves.